# Smicorhina concolor
Smicorhina concolor är en skalbaggsart som beskrevs av Moser 1918. Smicorhina concolor ingår i släktet Smicorhina och familjen Cetoniidae. Inga underarter finns listade i Catalogue of Life.